# Jurij Nikulin (aktor)

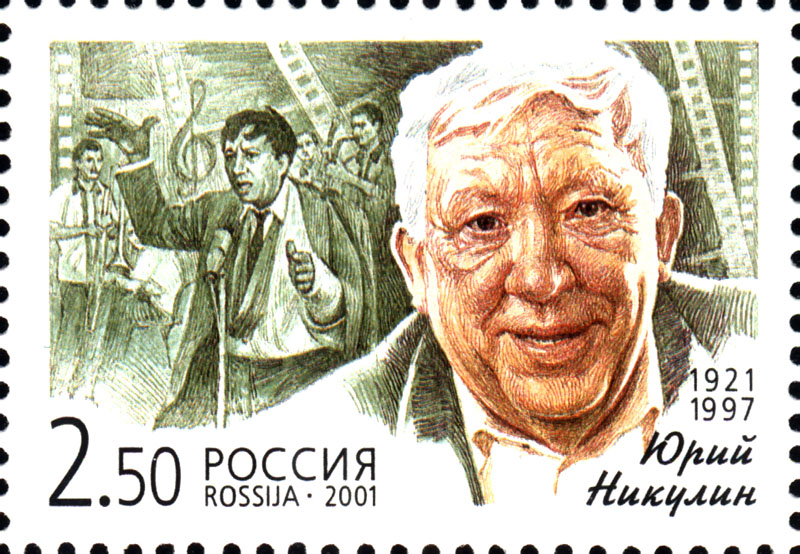
Jurij Nikulin na rosyjskim znaczku pocztowym z 2001 roku. W tle jest klatka z filmu Brylantowa ręka, gdzie Nikulin wykonuje przebój „Pieśń o zającach”

Jurij Władimirowicz Nikulin (ros. Юрий Владимирович Никулин; ur. 18 grudnia 1921 w Diemidowie w guberni smoleńskiej, zm. 21 sierpnia 1997 w Moskwie) – radziecki i rosyjski aktor komediowy, klaun cyrkowy, Ludowy Artysta ZSRR (1973), Bohater Pracy Socjalistycznej (1990).
Pochowany na Cmentarzu Nowodziewiczym w Moskwie.

## Wybrana filmografia
- Mój przyjacielu, Kolka! (Друг мой, Колька!) – Wasia (1961)
- Pies Barbos i niezwykły cross (Пёс Барбос и необычный кросс) – Bałbies (1961)
- Bimbrownicy (Самогонщики) – Bałbies (1961)
- Poskromienie złośnicy (Укрощение строптивой) – szef chóru cerkiewnego (1961)
- Gdy drzewa były duże (Когда деревья были большими) – Kuźma Iordanow (1961)
- Ludzie interesu (Деловые люди) – grabieżca (1962)
- Muchtar na tropie (Ко мне, Мухтар!) – porucznik Głazyczew (1964)
- Operacja „Y”, czyli przypadki Szurika (Операция «Ы» и другие приключения Шурика) – Bałbies (1965)
- Podajcie książkę skarg (Дайте жалобную книгу) – sprzedawca w sklepie (1965)
- Kaukaska branka, czyli nowe przygody Szurika (Кавказская пленница или Новые приключения Шурика) – Bałbies (1966)
- Malutki zbieg (Маленький беглец) – cameo (1966)
- Andriej Rublow (Андрей Рублёв) – Patrikiej (1966)
- Brylantowa ręka (Бриллиантовая рука) – Siemion Gorbunkow (1968)
- Siedmiu staruszków i jedna dziewczyna (Семь стариков и одна девушка) – Bałbies (1968)
- 12 krzeseł (12 стульев) – dozorca Tichon (1971)
- Na rabunek (Старики-разбойники) – śledczy Nikołaj Miaczikow (1971)
- Oni walczyli za ojczyznę (Они сражались за Родину) – Niekrasow (1975)
- Dwadzieścia dni bez wojny (Двадцать дней без войны) – Łopatin (1976)
- Straszydło (Чучело) – Nikołaj Nikołajewicz Biessolcew, dziadek Leny (1983)

## Odznaczenia i nagrody
- Złoty Medal „Sierp i Młot” Bohatera Pracy Socjalistycznej (27 grudnia 1990)
- Order „Za zasługi dla Ojczyzny” III klasy (11 grudnia 1996, Rosja)
- Order Lenina – dwukrotnie (14 lutego 1980, 27 grudnia 1990)
- Order Czerwonego Sztandaru Pracy
- Order Wojny Ojczyźnianej II klasy (1985)
- Order „Znak Honoru”
- Medal „Za Odwagę”
- Medal „Za Ofiarną Pracę”
- Medal „Za obronę Leningradu”
- Medal „Za zwycięstwo nad Niemcami w Wielkiej Wojnie Ojczyźnianej 1941–1945”
- Ludowy Artysta ZSRR (1973)
- Nagroda Państwowa ZSRR (1970, razem z Leonidem Gajdajem, za film Brylantowa ręka)